# Dywizja Piechoty Märkisch-Friedland
Dywizja Piechoty Märkisch-Friedland (niem. Infanterie-Division Märkisch-Friedland) – niemiecka dywizja piechoty z czasów II wojny światowej. Sformowana 20 stycznia 1945 z kadetów szkoły artyleryjskiej w Gross-Born na Pomorzu, w jej skład weszło dziesięć batalionów. Wzięła udział w walkach z Armią Czerwoną i 1 Armią Wojską Polskiego, w wyniku których została rozbita 11 lutego. Ostatecznie została wykończona i rozwiązana 10 marca, kiedy Sowieci wyłamali się z przyczółka dziwnowskiego.

## Skład
- 1 pułk piechoty
- 2 pułk piechoty
- 3 pułk piechoty
- 4 pułk piechoty